# Otto vedute su Xiao e Xiang

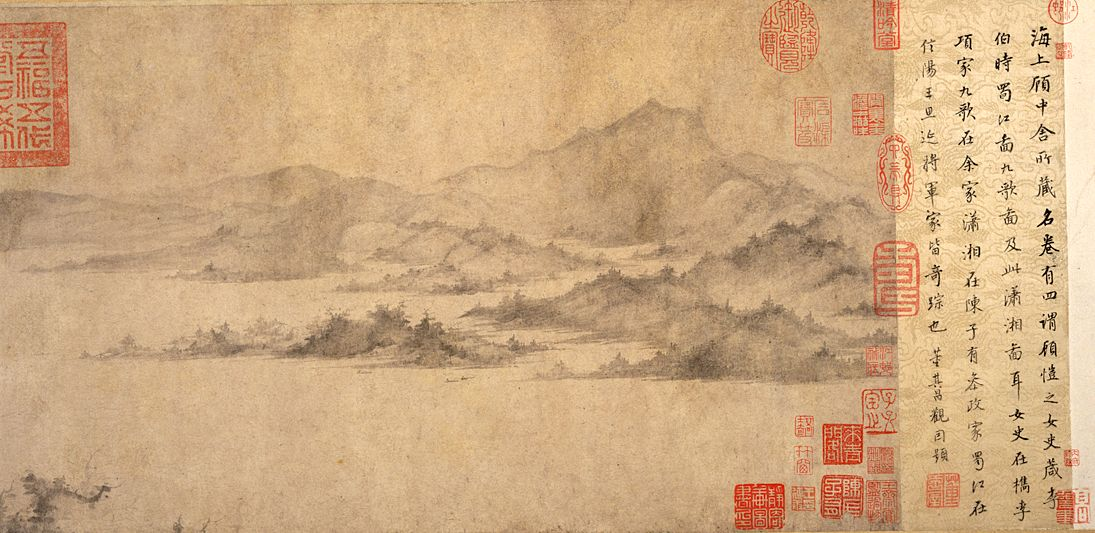
Dettaglio di Viaggio immaginario fra Xiao e Xiang, di Li Shi, secolo XII. Rotolo orizzontale, 30,3 cm x 400,4 cm. Inchiostro su seta. Sito nel Museo nazionale di Tokyo

Le Otto vedute su Xiao e Xiang (cinese: 潇湘八景T, 潇湘八景S, Xiāoxiāng BājǐngP, coreano: Sosang Palgyeong, giapponese: Shōshō Hakkei) è una serie paesaggistica dei fiumi Xiao e Xiang, nell'attuale Hunan, che si può riferire a diverse serie di dipinti, di poesie, o di combinazioni di esse aventi come soggetto i due fiumi. Il tema di Xiaoxiang dovrebbe essere visto come parte d'un lungo retaggio poetico ed artistico.
Una delle prime raffigurazioni di Xiao e Xiang si può trovare nel capolavoro del celebre Dong Yuan Fiumi Xiao e Xiang. La serie originale dei titoli degli otto dipinti fu redatta dal pittore, poeta e funzionario del governo Song Di, sotto il regno dell'imperatore Shenzong, durante la dinastia Song. Non ci è rimasta una versione completa delle Otto vedute di Xiao e Xiang di Song Di.

## Gli otto scenari

### Una lista moderna, con note geografiche
- La pioggia notturna su Xiaoxiang (瀟湘夜雨T, 潇湘夜雨S, Xiāoxiāng yè yǔP, Yongzhou)
- Le oche selvatiche tornano a casa (平沙落雁S, Píng shā là yànP, Hengyang)
- La campana di sera al tempio Qingliang (烟寺晚钟S, Yān sì wǎn zhōngP, Hengyang)
- Il tempio sulla montagna (山市晴岚S, Shān shì qíng lánP, Xiangtan)
- La neve serale (江天暮雪S, Jiāng tiān mù xuěP, sul fiume Xiang, Changsha)
- Il villaggio di pescatori nella sera risplendente (渔村夕照S, Yú cūn xī zhàoP, contea di Taoyuan, Changde)
- La luna autunnale sul lago Dongting (洞庭秋月S, Dòngtíng qiū yuèP)
- La barca a vela ritorna a casa (遠浦歸帆T, 远浦归帆S, Yuǎn pǔ guī fānP, contea di Xiangyin, Yueyang)

### La lista originale
La seguente lista proviene da un'opera di Shen Kuo, il Mèng Xī Bǐtán (夢溪筆談T, 梦溪笔谈S)
- Le oche scendono verso la sabbia piatta
- La vela ritorna da una costa distante
- Mercato di montagna, nebbia chiara
- Fiume e cielo, neve di sera
- La luna in autunno su Dongting
- La pioggia notturna su Xiaoxiang
- La campana di sera dal tempio coperto di nebbia
- Il villaggio di pesacaori nella sera risplendente

## Simbolismo

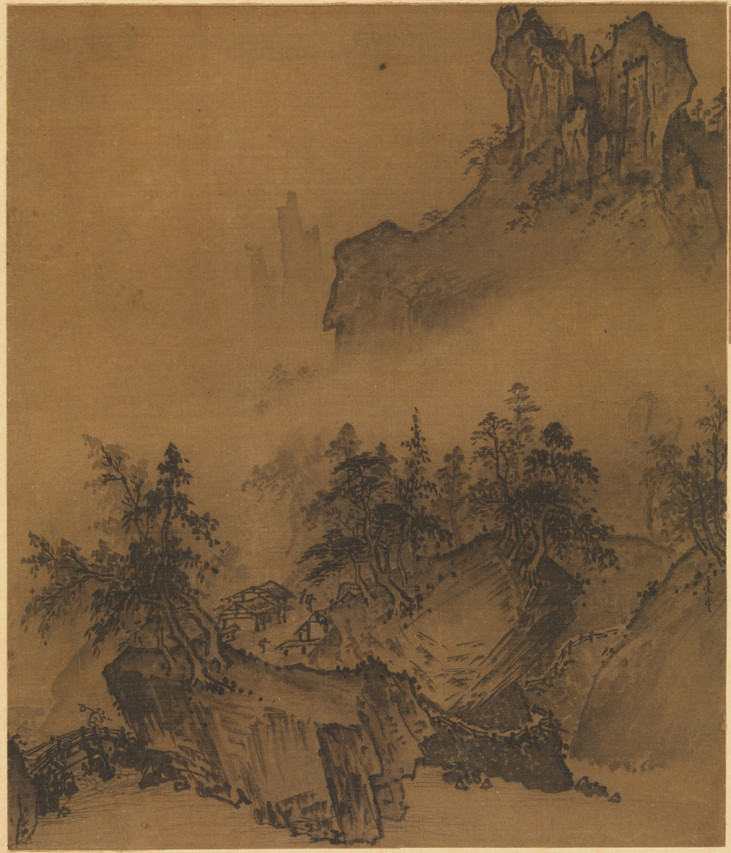
Xia Gui, Mercato di montagna - chiaro con nebbia ascendente, uno degli otto scenari

Le Otto vedute su Xiao e Xiang sono, dal punto di vista tematico, parte d'una grande tradizione. Generalmente è un tema che, come è reso nella pittura e nella poesia, tende all'espressione d'un profondo simbolismo allegorico, come l'esilio o l'illuminazione. Inoltre, solitamente ogni scena esprime certi, a volte sottili riferimenti; per esempio Sabbia piatta: la discesa delle oche selvatiche (平沙落雁S) può riferirsi allo storico esilio di Qu Yuan in questa regione o alla poesia ch'egli scrisse su ciò. Spiaggia piatta può essere vista come un riferimento a Qu Yuan per il carattere cinese 平, Píng, ch'era il suo prenome (Yuán, 原, era un nome di cortesia). Poi, essendosi affogato in un fiume sabbioso di questa regione, per protestare ad un ingiusto esilio, Qu Yuan è spesso chiamato nella poesia come "Sabbia abbracciante", per esempio da Li Bai. L'oca selvatica è uno dei simboli caratteristici della poesia cinese classica, con varie connotazioni: la discesa delle oche, combinata con quella verso la sabbia piatta, indicano che esse volano verso sud, che la stagione è l'autunno e che le forze Yin sono ascese (pertanto incrementato il complicato simbolismo).

## Influenza

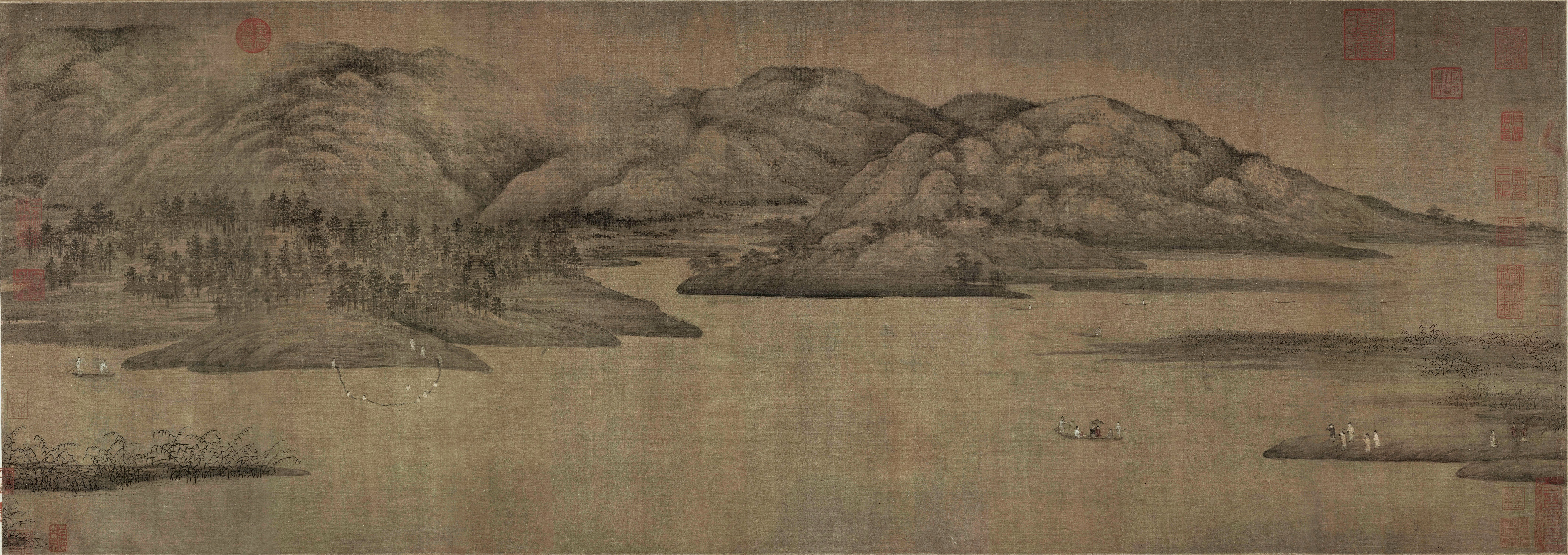
I fiumi Xiao e Xiang, Dong Yuan, Museo del Palazzo, Pechino

Le Otto vedute su Xiao e Xiang ispirarono le persone dell'Estremo Oriente, creando così altre Otto vedute in Cina, Corea e Giappone, e serie composte da un differente numero di scenari.
In Cina varie versioni delle Otto vedute su Xiao e Xiang s'ispirarono all'originale. Le Otto vedute divenirono un tema preferito dai monaci buddhisti.
Far le opere che raffigurano le Otto vedute v'è una serie di pitture di Wang Hong (conservata nel Museo d'arte dell'Università di Princeton), considerate oggi la prima opera ritraente le Otto vedute oggi esistente, una serie di dipinti attribuiti a Mu Qi ed altre.